# Convair R3Y Tradewind
Dimensions
Le Convair R3Y Tradewind (Alizé) est un hydravion américain de transport des années 1950 ayant servi dans les rangs de la United States Navy. Une version de patrouille maritime a également été développée, mais sans suite.

## Historique

### Du patrouilleur à l'hydravion de transport

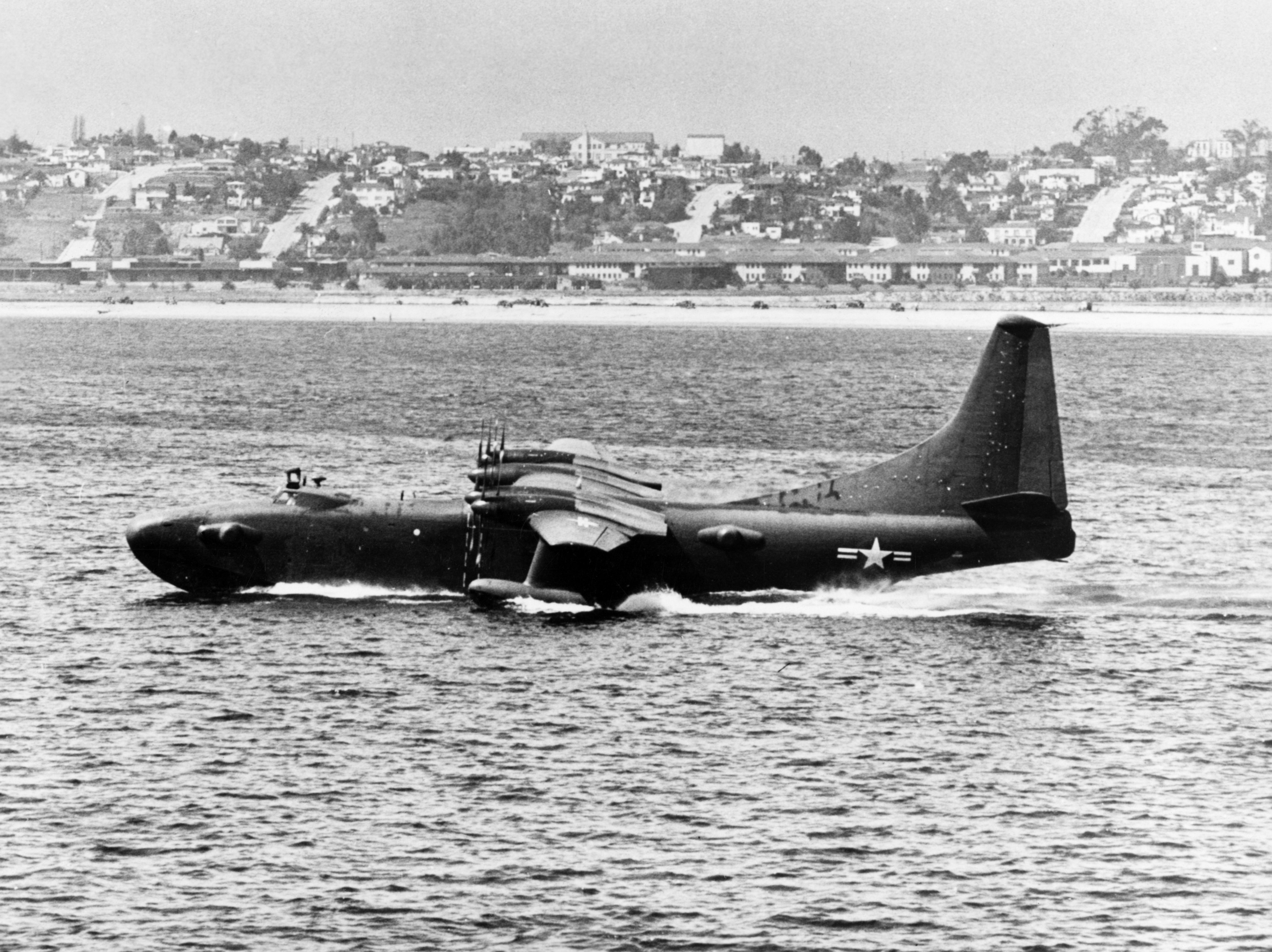
Convair XP5Y-1 à San Diego en 1950.

En 1946 l'US Navy fit savoir qu'elle recherchait un nouvel hydravion de patrouille maritime polyvalent, chargé de la protection de l'espace océanique des États-Unis. Le cahier des charges stipulait que le nouvel appareil devait disposer de contre-mesures électroniques actives et d'un système de MAD, ce dernier lui permettant de repérer les submersibles ennemis, et principalement soviétiques. Le constructeur Convair proposa alors son Model 117 qui reçut la désignation provisoire de XP5Y sans recevoir de nom de baptême.
Extérieurement celui-ci se présentait sous la forme d'un hydravion à coque mu par quatre turbopropulseurs Allison T40-A-10 d'une puissance unitaire de 5 850 ch, chacun entraînant un doublet d'hélices contrarotatives à six pales. Le XP5Y était prévu pour un équipage de cinq à huit personnes et n'avait pas encore été testé avec armement quand l'avion procéda à son premier déjaugeage le 18 avril 1950. Les essais suivirent à un bon rythme quand en août de la même année l'US Navy annonça son intention de stopper le programme.
En effet la marine américaine avait fait le choix des avions pour la patrouille maritime à l'instar du Martin P4M Mercator ou du Lockheed P2V Neptune alors en service.
Cependant pour des raisons politiques le programme du XP5Y ne s'arrêta pas net, puisque Convair se vit confier un chantier concernant un hydravion de transport similaire. De XP5Y il devint XR3Y et reçut le nom de Tradewind. Extérieurement les deux machines étaient très similaires.

### Le transporteur Tradewind

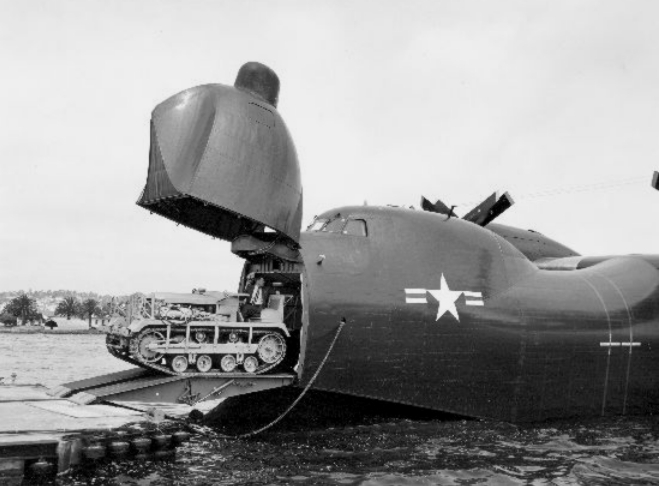
Porte de chargement de nez du Convair R3Y Tradewind.

La principale modification concernait le nez de l'avion qui renfermait une porte de chargement apte au chargement de véhicules terrestres comme les camions, les Jeep, ou encore les chars légers. L'empennage fut lui aussi modifié, ainsi que bien sûr l'aménagement intérieur de l'appareil.
C'est dans cette configuration que l'hydravion réalisa son premier vol le 22 février 1954.
En février 1955 en pleine campagne d'essais en vol un Convair R3Y réalisa un vol à travers le territoire américain entre l'usine Convair de San Diego en Californie et la base d'essais de Patuxent River dans le Maryland à une vitesse moyenne de 649 km/h. Quelques mois plus tard en octobre de la même année un autre R3Y réalisa un vol entre San Diego et Honolulu à la vitesse de 579 km/h.
Les essais se terminèrent en 1956 avec l'entrée en service actif des premiers Tradewind au sein de l'US Navy. Ceux-ci étaient alors basés en Californie.
Le second prototype du XP5Y était encore utilisé pour des essais de matériel et d'aménagement divers, et pas uniquement pour le Tradewind. En effet il participa activement au développement du chasseur F-106 Delta Dart. Il fut utilisé également dans le cadre du développement de l'avion de ligne quadriréacteur Convair 880.

### Essais de ravitaillement en vol

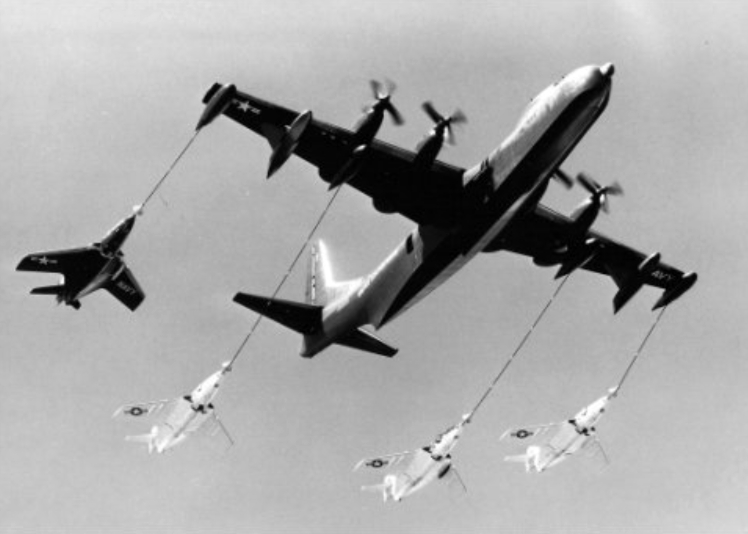
Convair R3Y-2 en essais de ravitaillement sur des Grumman F9F.

La seconde version du Tradewind, le R3Y-2 fut testé en vol pour des missions de ravitaillement en vol des avions de chasse embarquée de l'US Navy. Quatre points d'emport externes furent montés sur la machine. Les essais furent menés avec des Grumman F9F Cougar. Malgré de bonnes qualités le programme resta sans suite, l'US Navy préférant le Lockheed GV-1 Hercules pour les opérations terrestres et le Douglas A3D-1G Skywarrior pour les missions embarqués.

### Fin de service
Le manque de fiabilité des moteurs Allison T40 et des hélices a été fatal au programme. Après plusieurs accidents dont la perte d'une hélice en vol et un amerrissage d'urgence à la suite d'un moteur hors service, tous les R3Y ont été cloués au sol à la fin de janvier 1958. Dans un effort pour sauver le programme, Convair a proposé de remplacer les moteurs par un turbopropulseur Rolls-Royce plus fiable (quelque chose qu'ils ont également suggéré vers le début du programme). Les onze avions n'ont compilé que 3 302 heures de vol, soit une moyenne d'un peu plus de 132 heures (12 heures par avion) par mois de service.
Malgré le besoin critique de la marine en capacités de ravitailleur, l'arrêt des opérations de Tradewind a lieu le 16 avril 1958 lorsque l'escadron de transport aérien VR-2 a été mis hors service. Tous les avions restants ont été officiellement retirés en mars 1959. Plus tard cette année-là, un ordre a été émis pour couper les ailerons verticaux des avions. Le dernier R3Y a été découpé et transporté par chemin de fer au printemps 1960.

## En service
Les onze Tradewind demeurèrent en service actif durant environ deux ans de 1956 à 1958 au sein d'une seule unité de l'US Navy, l'escadrille VR-2 basée à la Naval Air Station Alameda, Alameda non loin d'Oakland.
- États-Unis
  - US Navy
    - VR-2

## Versions
- XP5Y, prototype de la version d'origine de patrouille maritime construit à deux exemplaires.
- XR3Y, prototype de la version de transport construit à un exemplaire, par la suite transformé en R3Y de série.
- R3Y-1, version de série de transport construite à quatre exemplaires, plus un cinquième à savoir le XR3Y modifié.
- R3Y-2, version de série de transport modifié construite à six exemplaires.

## Accident
Le 15 juillet 1953 le premier XP5Y fut perdu lors d'un vol d'essais au-dessus de la Baie de San Francisco, à la suite d'un décrochage intempestif. Heureusement l'accident ne causa aucune victime malgré la destruction de la machine qui reposait toujours en 2012 au fond de l'océan.